# アントニオ・ヴェネツィアーノ
アントニオ・ヴェネツィアーノ（Antonio Veneziano、Antonio di Francesco da Venezia や Antonio Viniziano、活動期間は1369年から1388年）は、ヴェネツィア出身でフィレンツェやシエーナ、ピサで活動した。

## 略歴
ルネサンス期の芸術家の評伝を著したジョルジョ・ヴァザーリによればヴェネツィアの生まれで、フィレンツェの画家、タッデオ・ガッディ（c.1300-1366）の弟子であった。1369年から1370年にシエーナの聖堂の仕事をした。1374年にフィレンツェで働いた記録があり、1384年から1386年はピサで働き、ピサのカンポサント・モニュメンターレ（Camposanto Monumentale di Pisa）のアンドレア・ディ・ボナイウート（Andrea di Bonaiuto:  1319–1377）が制作し始めた壁画を完成させた。この壁画は第二次世界大戦の空襲で被害を受けた。ヴァザーリによれば、この仕事で良い報酬を得て、フィレンツェではサンタ・マリア・ノヴェッラ教会（Basilica di Santa Maria Novella）の壁画を制作した。
ヴァザーリの著作では、ヴェネツィアのドゥカーレ宮殿の壁画の仕事をしたが報酬が低かったので、フィレンツェに移ることにしたことやゲラルド・スタルニーナがアントニオ・ヴェネツィアーノの弟子であったことなどを伝えている。
1374年にフィレンツェの薬剤師と医師のギルドに登録され、医師や薬剤師として働いていたと伝えていて、ディオスコリデスを研究し、ハーブや薬の実験をした。
1388年にフィレンツェで亡くなったとされる。

## 作品

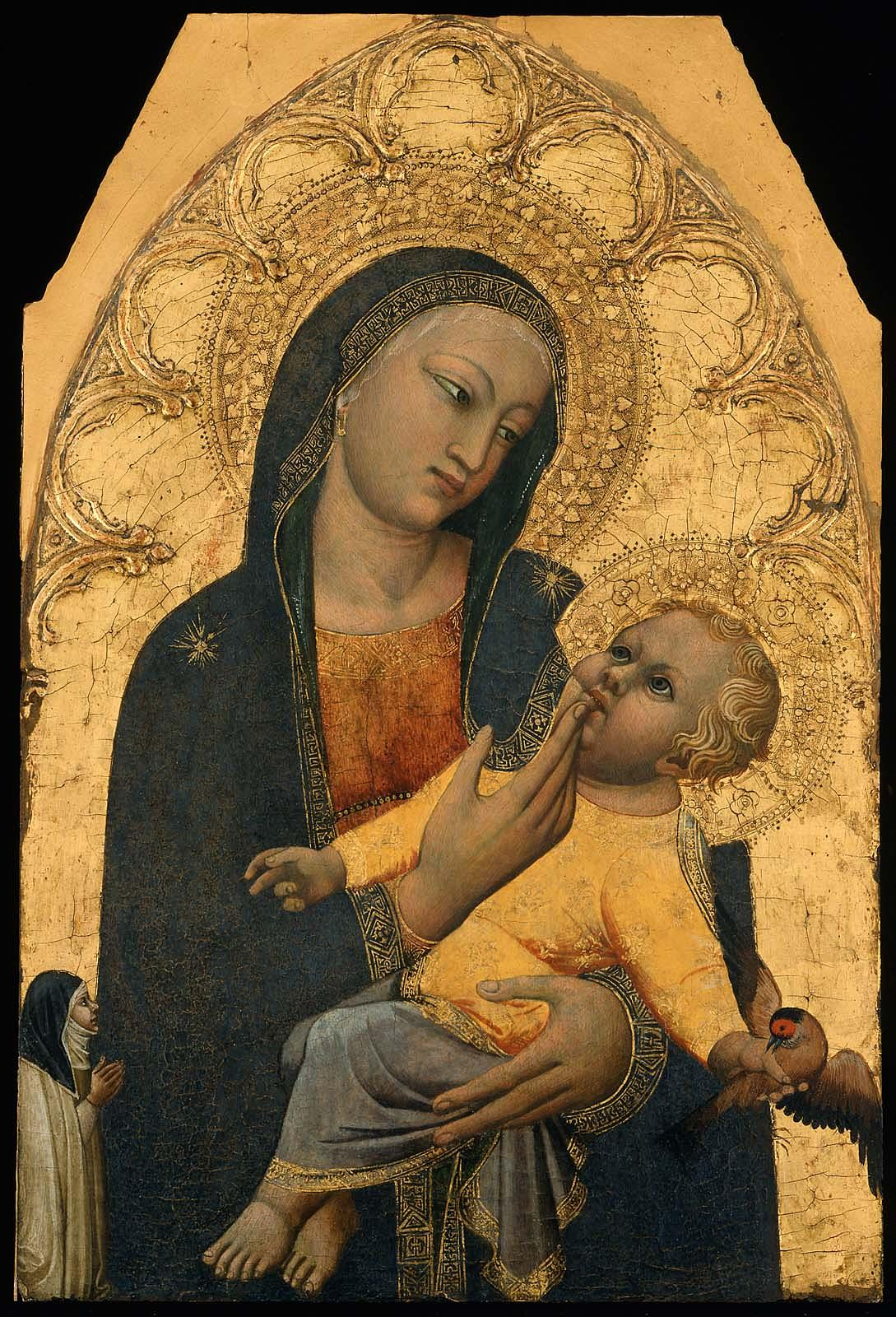
聖母子 (c.1380) ボストン美術館
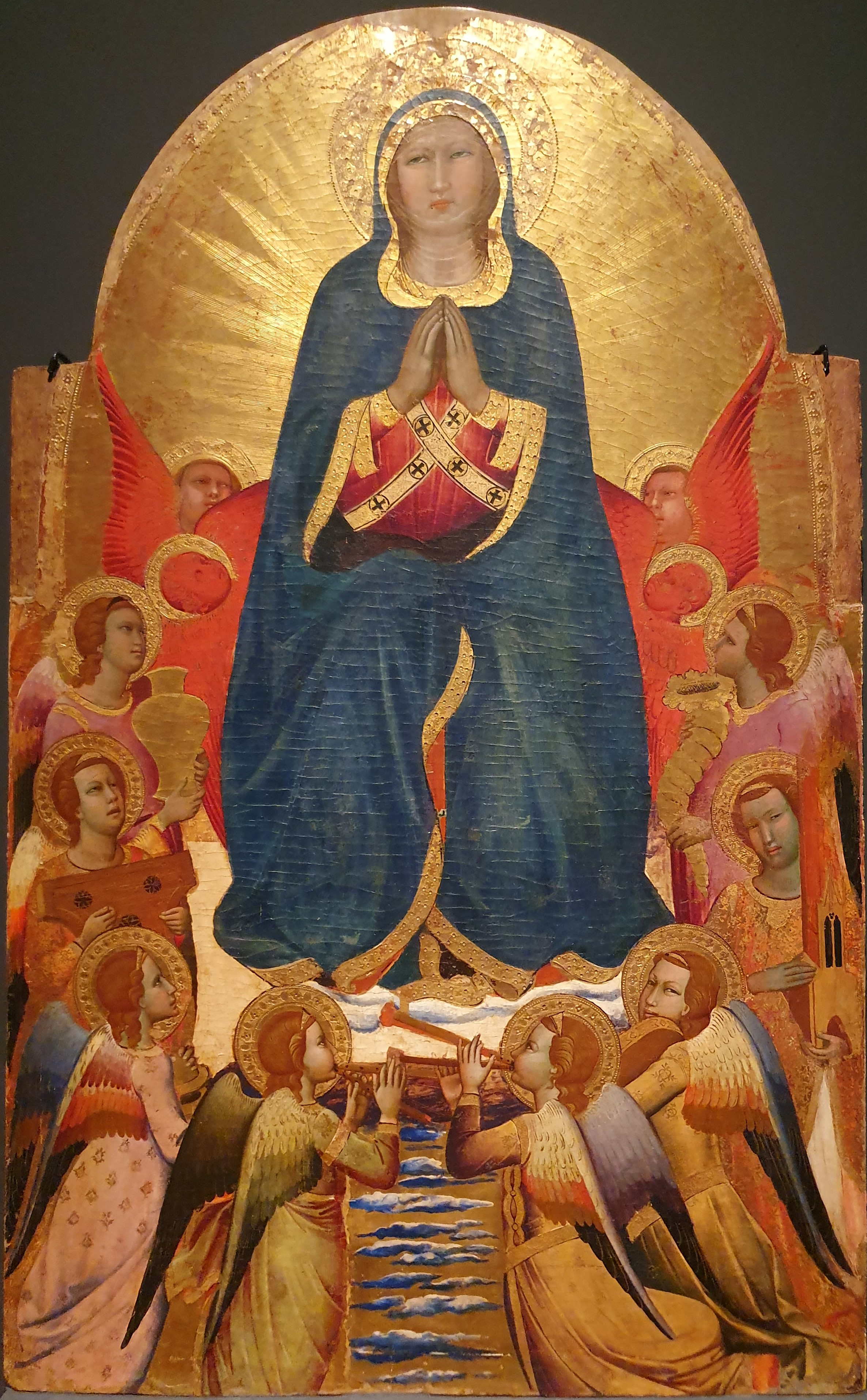
「聖母被昇天」(1384/1388) ピサのサン・マッテオ国立博物館蔵
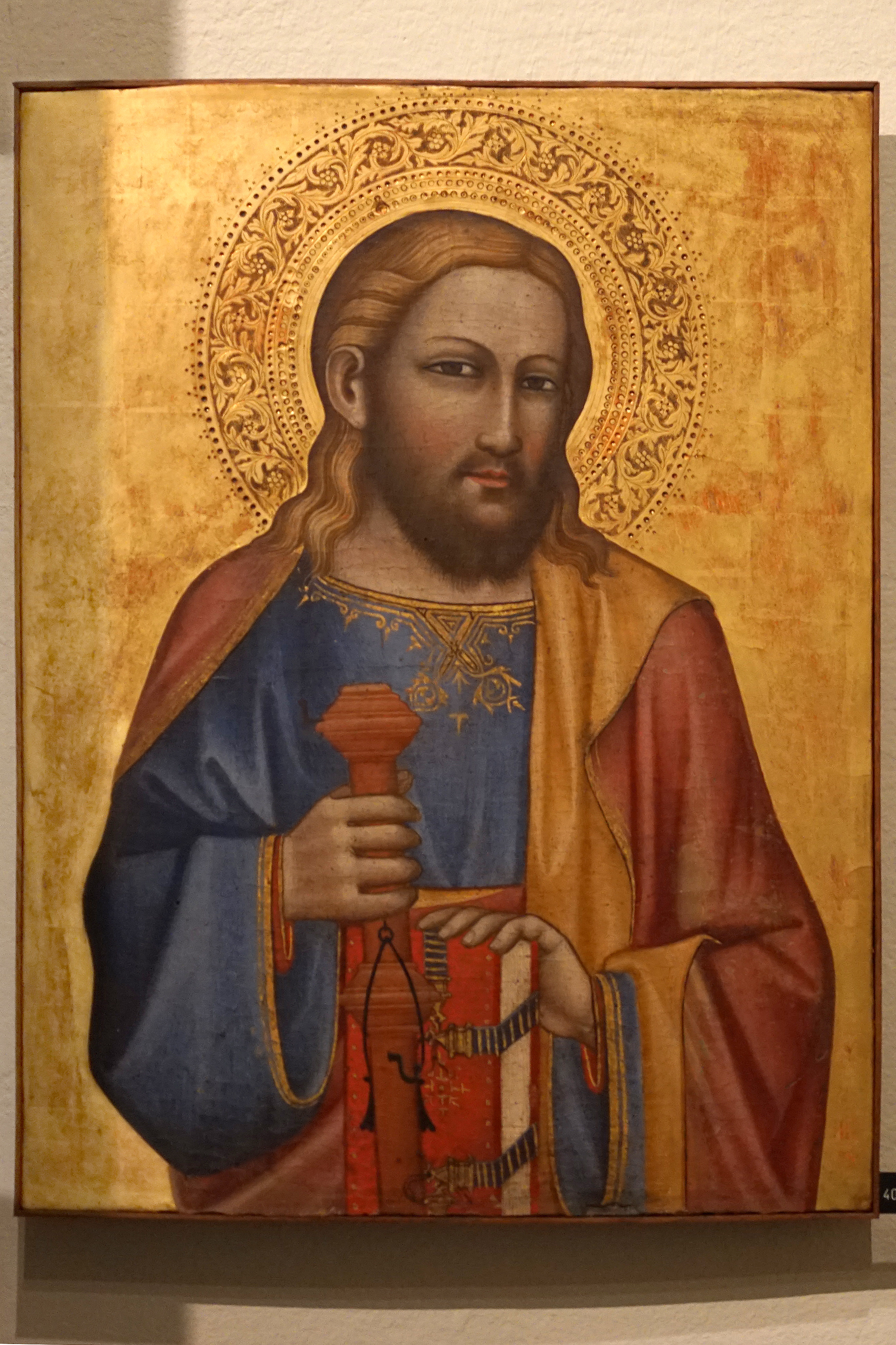
「聖ジャコモ・マッジョーレ」 ヴァチカン美術館
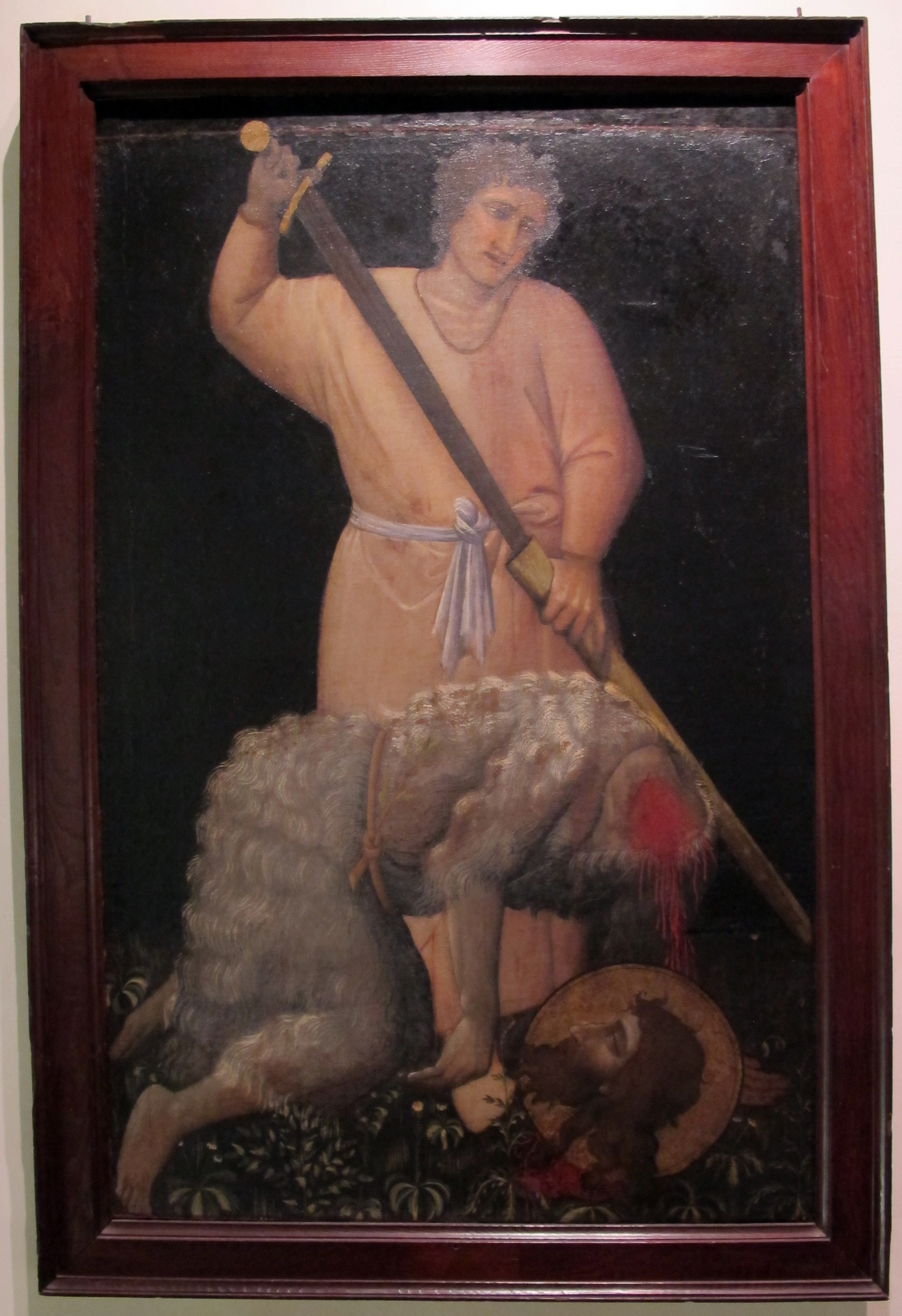
「洗礼者の斬首」(c.1410) Museo dell'Opera del Duomo